# KRISS Vector衝鋒槍
KRISS Vector（維克托衝鋒槍）是一系列由美国槍械公司美國KRISS公司所研製及生產的冲锋枪槍族，發射.22 LR、9×19毫米帕拉貝倫、9×21毫米IMI、.357 SIG、.40 S&W、10毫米Auto和.45 ACP等多種口徑的手枪子彈。美國KRISS公司的前身為轉型武器研究國防工業（簡稱：TDI）。該槍利用不均勻的後座力和同軸式設計，以解決.45口徑的嚴重後座力和槍口上揚問題。

## 歷史
2007年春季，TDI宣布推出Kriss Super V衝鋒槍。這是當時處於高級發展階段的實驗性武器。其名字Kriss來自亞洲一把具有火焰狀刀身的马来短剑。
2011年，被命名為K10的KRISS Vector的第二代原型在SHOT Show上公佈。它是以相同Super V系統為藍本，並加以改進而成的緊湊化Vector型號。主要區別在於使用了縮折時縮進上機匣以內的伸縮式槍托而非早期型的折疊式槍托。拉機柄也改為向下而拉動操作而非水平式操作。但在2013之後，K10再沒有在SHOT Show上展出，其狀態不明，可能已被取消。
2015年，KRISS宣布了原始Vector型號的“第二代”版本。根據宣稱，它具有重新設計的手槍握把、手動保險桿器，並且與新型的9毫米（以及其他手槍子彈）口徑下機匣的兼容性。判斷它取代了K10原型。

## 設計細節

Vector系列的槍機系統。

KRISS Vector系列的原型雖然是由瑞士人所設計的，但其專利槍機技術最初是由法國工程師雷諾·凱爾布拉（英語：Renaud Kerbrat）所設計的，並且命名為Kriss Super V（KSV）System。這是一種鉸接式機械結構的延遲後座式槍機，在槍機後方有一塊用以轉移後座力和延遲槍機後座的平衡配重塊（英語：Counter-balancing mass）。當子彈被擊發時，彈殼在高壓火藥燃氣的反沖作用下向後推動槍機主體，槍機開鎖以後首先要克服平衡配重塊上的一個延遲開鎖的斜面，然後開始水平向後運動，並通過平衡配重塊的一個斜面，迫使平衡配重塊在復進簧導杆的引導下向下運動，使復進簧向彈匣插槽後方可以容納槍機的導槽內壓入；此時，由於槍機的鎖耳（英語：Lug）卡在平衡配重塊的導槽內，因此當槍機水平運動一段距離以後，又在平衡配重塊的帶動下離開中軸線並向下偏轉。在復進簧完全壓縮以後，復進就會開始。復進簧開始把平衡配重塊反彈向上運動，在同一個斜面的作用下，使槍機向上向前復進，在回到中軸線後推動彈匣內下一顆子彈上膛並繼續向前，直至槍機端面與槍管膛室尾端連成一線後閉合形成閉鎖。理論認為，在這次行程結束時，能量向下而非向後傳導，因此減小了後座力。Vector系列亦是第一種使用這種槍機操作的槍械。
Vector系列有多個明顯的人體工程學的優勢，包括：槍管不但如M16步槍和德國FG42步槍一樣是槍托與膛室連成一條直線以符合射手的肩膀，並且同時與手槍握把一起連成一條直線（就像許多的靶槍一樣），還有裝上在接近槍管的固定式設計垂直前握把並有協助提高其準確度和穩定性（儘管，與孔軸線相比，它也大大抬高了其瞄準線）。Super V機構的槍機系統大大消除了使用者聲稱的手、槍膛軸心和抵著槍托的肩之間的距離之間所感覺到的後座力和槍口上揚（尤其是在全自動射擊的時候），並且減輕了使用者的疲乏程度。TDI最初的原型槍實現了每分鐘1,500發（RPM）的射速，儘管這個數值在正式生產型號上被降低到約1,200發／分鐘（RPM）。
以類似於AR-15步槍的方式，Vector系列以四根推針固定在一起；KRISS Vector分為上下機匣兩大部分。由於武器的不尋常佈局，下機匣包括槍機、拉機柄、彈匣插槽和槍管，而上機匣則是拋殼口、導軌系統、手槍握把和火控部件，以及按其配置的槍托。這種模塊化設計可讓其只需藉由更換下機匣來實現口徑轉換而無需工具。Vector裝有靈巧的手動保險（以及自動扳機套件以上的快慢機），可拋殼口、拉機柄、槍機釋放按鈕和彈匣釋放按鈕卻是只配置於右手。
生產商方面宣稱，使用手枪子弹之中較大制止力和後座力的.45 ACP，是為了證明其槍機可以“駕馭”這種威力強大的彈藥。經過其內部測試中，發射9×19毫米口徑手枪子彈的HK MP5冲锋枪所感受到的後座力增加了大約90％；而發射.45 ACP口徑子彈的KRISS Vector系列的後座力則只是增加了大約60％。生產商首度推出時亦宣稱正在研發TDI Vector系列的其他口徑，包括.40 S&W、9×19公釐帕拉貝倫彈和.22 LR。儘管.22LR版本尚未實現，可能已被取消，但在2015年SHOT Show以上，第二代版本證實了包括新型的9毫米口徑在內的多種設計改進型號。所有KRISS Vector系列的衝鋒槍會使用標準格洛克（Glock）手槍的可拆卸式彈匣供彈，例如.45 ACP口徑武器使用13發格洛克21（Glock 21）可拆卸式彈匣，並以其為藍本研發了28、30發“MagEx 30+”彈匣套件以至最後的“MagEx 25+”彈匣套件，該套件可用於將原廠13發.45 ACP口徑格洛克彈匣轉換為延長的大容量版本。其後的9×19毫米、.357 SIG、.40 S&W和10毫米Auto口徑版本，亦有如.45 ACP口徑般分別使用標準型格洛克17（Glock 17）、格洛克31（Glock 31）、格洛克22（Glock 22）和格洛克20（Glock 20）的彈匣。

## 衍生型

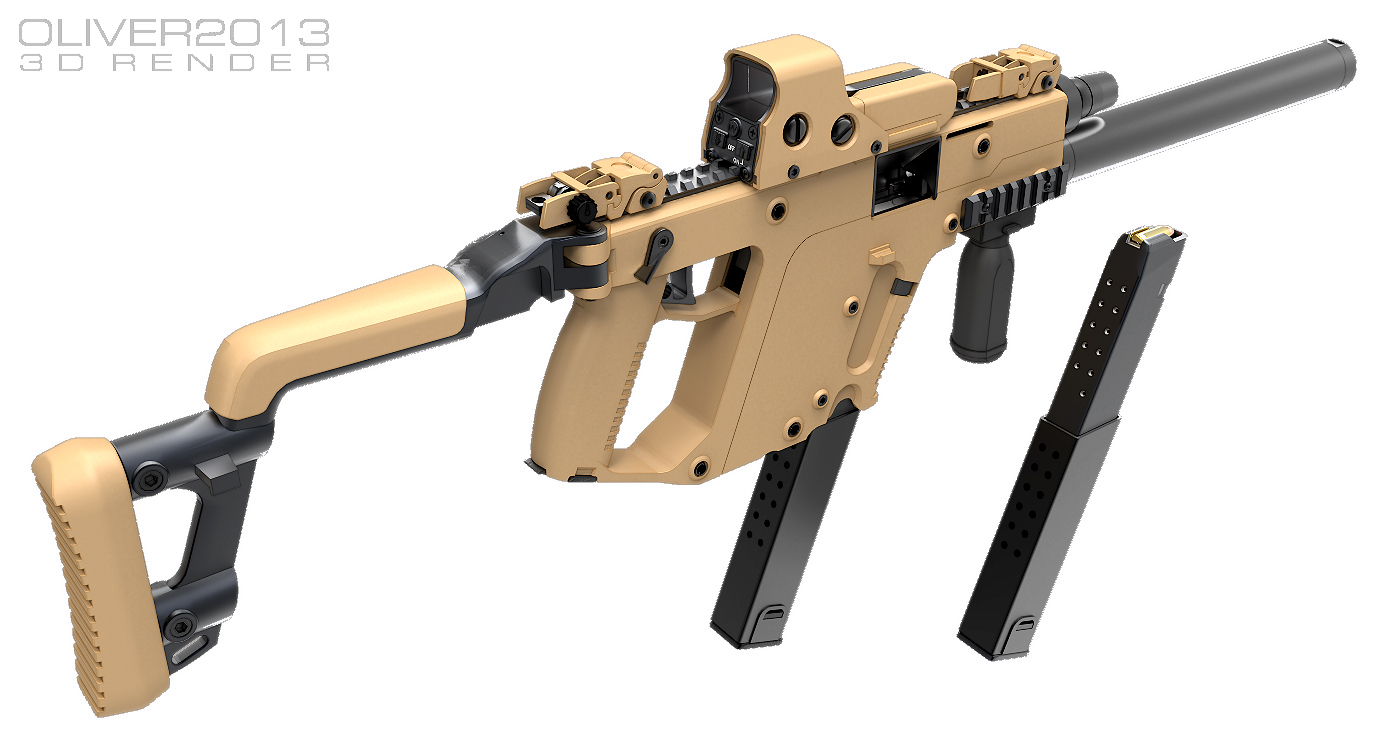
KRISS Vector衝鋒槍型立體圖。

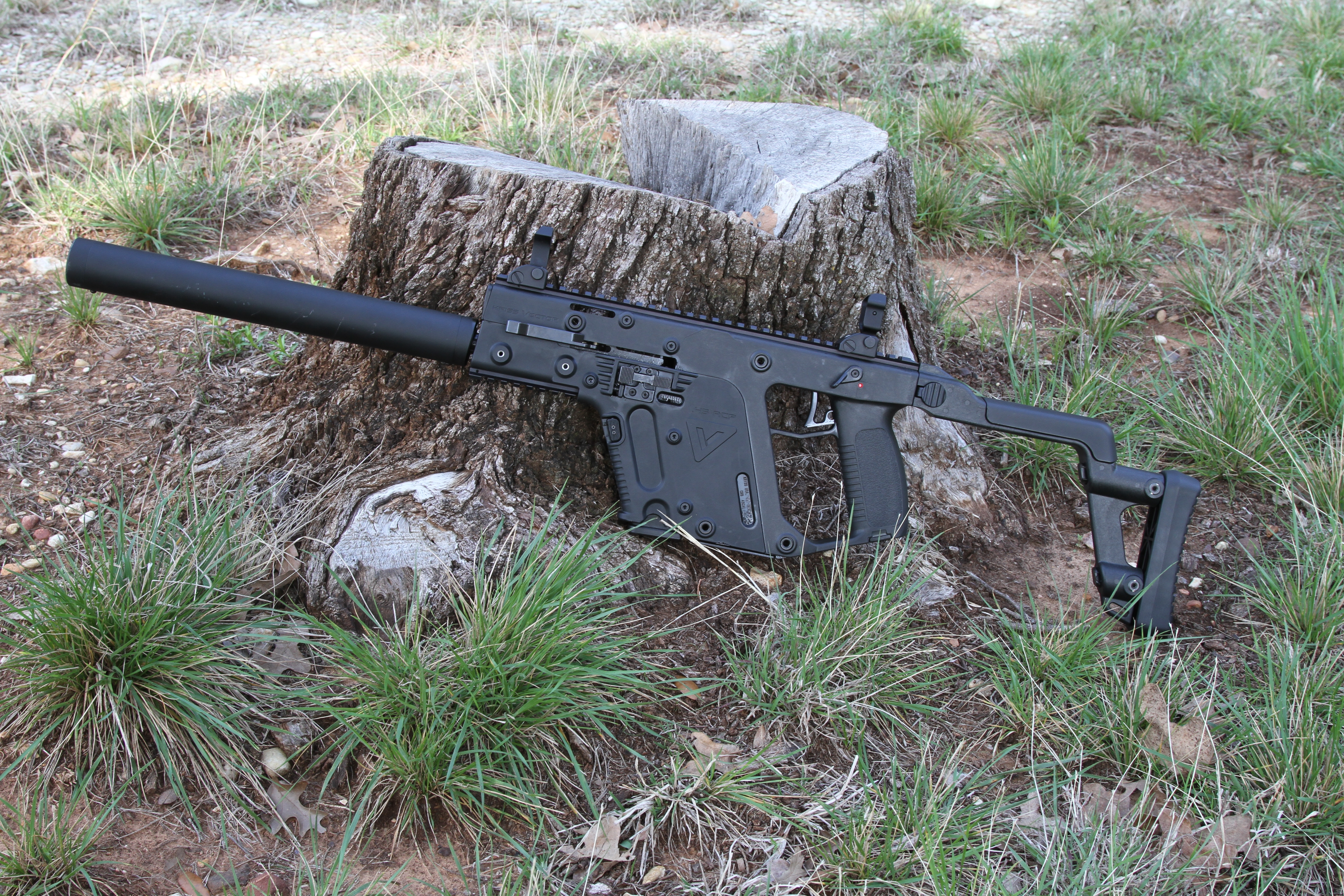
Vector卡賓槍特種作戰型左視圖。

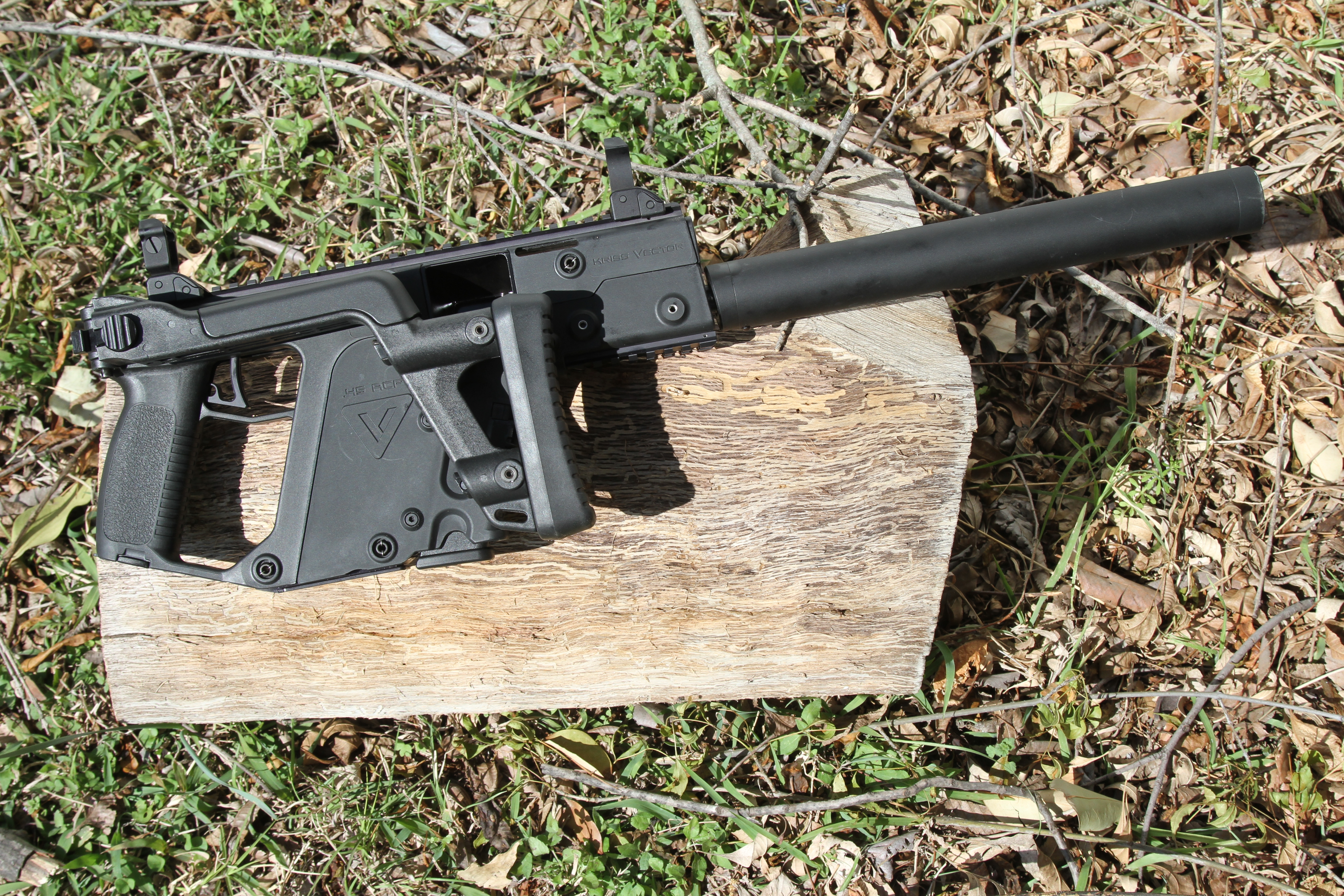
槍托折疊的Vector卡賓槍特種作戰型卡賓槍右視圖。

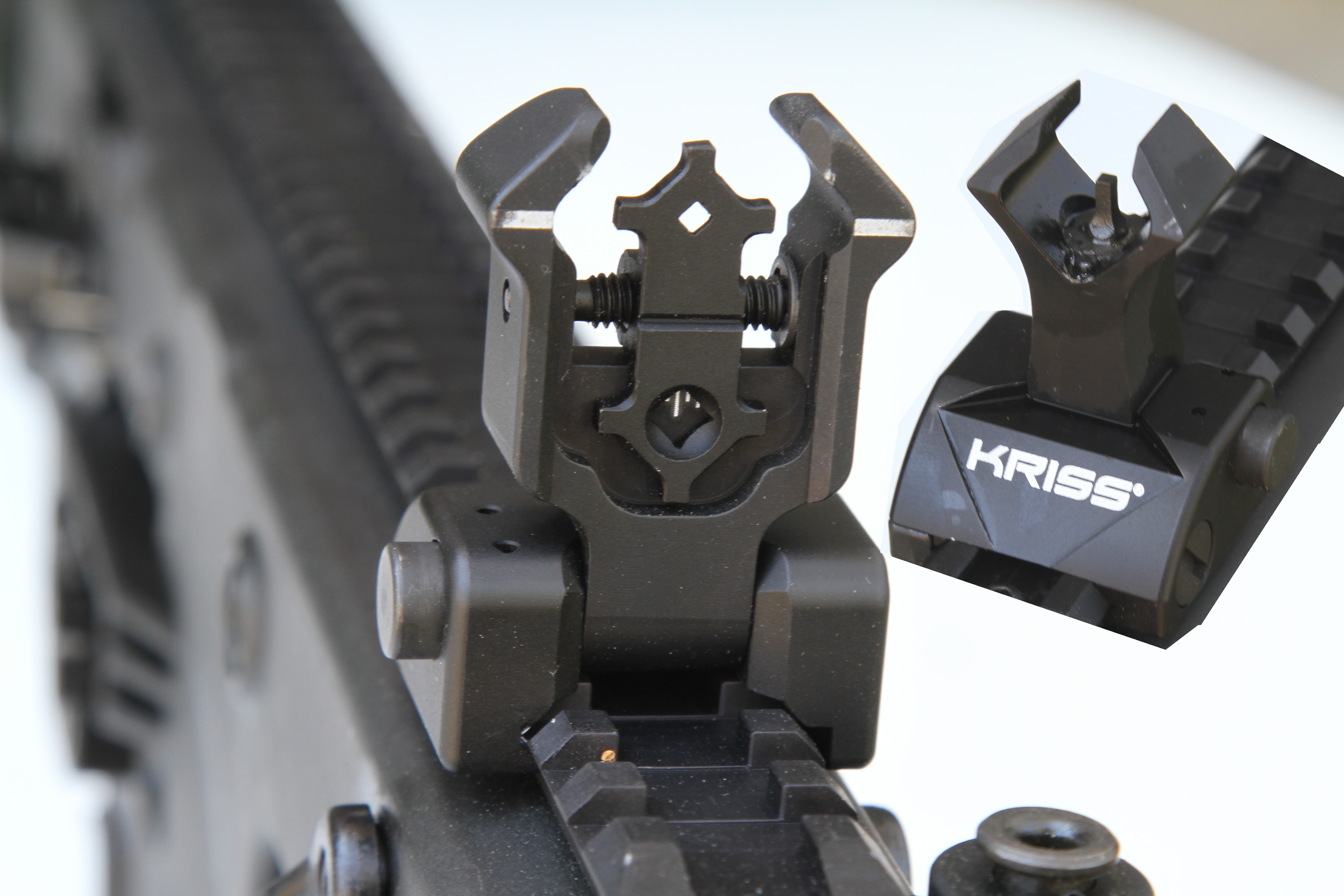
Vector卡賓槍特種作戰型卡賓槍的機械瞄具（覘孔式照門及柱狀準星）。

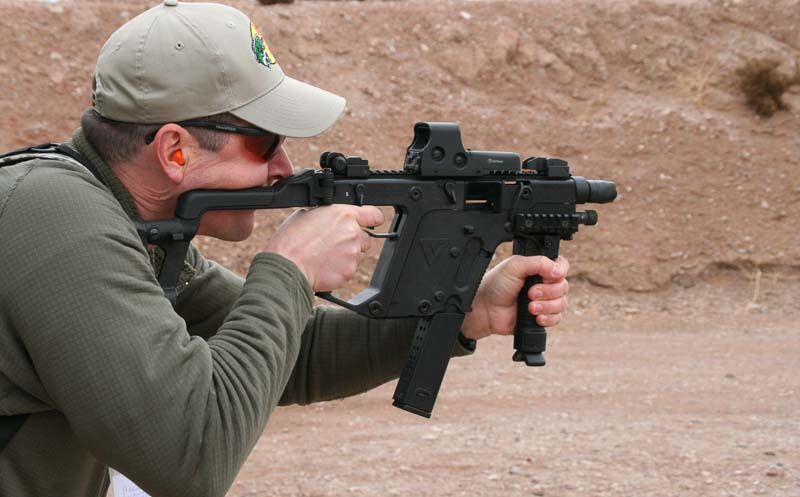
使用KRISS Vector衝鋒槍射擊。

最初的KRISS Vector系列都是裝填及發射.45 ACP手枪子弹。
在2010年的SHOT Show（美國著名槍展）之中，美國轉型武器研究國防工業曾經推出TDI Vector衝鋒槍的.40 S&W口徑型。以後Vector衝鋒槍的口徑有所增加。

### Vector衝鋒槍型
Vector衝鋒槍型（SMG）是可以選擇發射模式的型號，只適用於軍事和執法機關。它使用9×19毫米鲁格或.45 ACP手槍子彈，並配有139.7毫米（5.5英吋）16：1英吋左旋的螺紋槍管（在第二代版本上有一根6.5英寸槍管可供選擇），折疊式槍托，中西部工業MBUIS翻轉折疊式後備機械瞄具（BUIS；第二代版本為MagPul MBUS），機匣上（安裝光學瞄準鏡或機械瞄具）下（安裝前握把）各一條皮卡汀尼導軌，和快慢機上兩種或三種可以選擇的發射模式（半自動、兩發點放和全自動；兩發點放為可選用與否）。9×19毫米型號使用標準的格洛克18延長型33發彈匣，而.45型號則是使用專有的“MagEx 25+”延長型25發彈匣。
衝鋒槍型是受到全國槍械法（簡稱：NFA）條例所管制的武器，平民不能購買。因為所有在1986年5月19日以後生產的全自動武器型號，受到1986年槍械擁有者保護法（英語：Firearm Owners Protection Act，簡稱：FOPA）之中的修斯憲法（英語：Hughes Amendment）所管制。美國KRISS公司還生產了以下三款Vector的半自動版本，向美國合資格人士出售。

### Vector卡賓槍特種作戰型

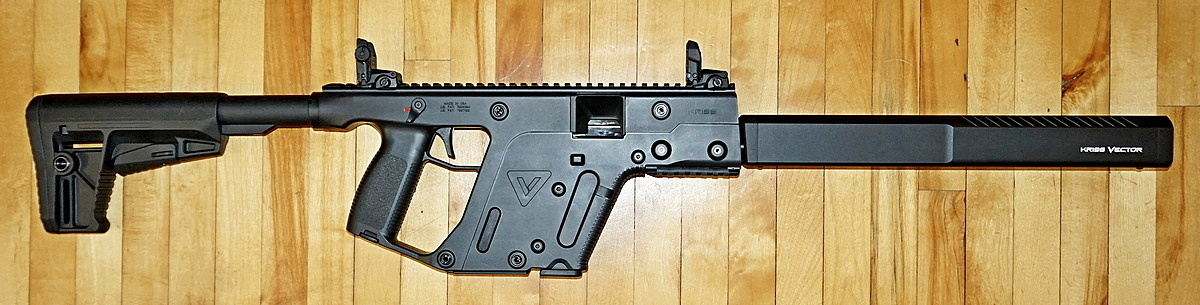
裝有18.6英吋槍管的加拿大型KRISS Vector卡賓槍型

Vector卡賓槍特種作戰型（CRB/SO）是美國KRISS對美國民用武器市場生產了三種Vector系列的半自動型版本之一。為一款手槍口徑半自動卡賓槍，配有406.4毫米（16英吋）的槍管，延長的槍管以很像消聲器形狀的槍管罩筒包覆保護。該槍的標準配備則是中西部工業MBUIS翻轉折疊式後備機械瞄具（BUIS），13或10發格洛克21彈匣，纜線鎖和塑料外殼。當中“CRB”的意思是“卡賓槍”（CRB=Carbine），而“SO”的意思是“特種作戰”（SO=Special Operation）；該槍的標準型號在美國其中45個州可以在配備折疊式槍托以下出售，而另外5個州（分別是加州、纽约州、新泽西州、康乃狄克州和麻薩諸塞州）則針對其州份禁止槍械使用可縮折和／或伸縮式槍托而改為配備原來可以選擇的固定式槍托以下出售。該型號具有增強版本，頂部建有全長度MIL-STD-1913戰術導軌以及M4卡賓槍風格的伸縮式槍托取代了原廠的槍托。
較新型的第二代版本配備了重新設計的握把和扳機，除了原來的黑色槍身以外，還可選用原廠Cerakote塗料的橄欖色（綠色）、黑色平坦（棕褐色）、高山（白色）或戰鬥灰色槍身，同時保險桿的擺動角度由120度降低至45度。第二代版本還取消了原來武器的槍管頂部可選用的SureFire戰術燈的開口，因為這都不再生產。第二代版本也能夠藉由更換下機匣而轉換為9×19毫米帕拉貝倫、.40 S&W（使用格洛克22彈匣）、10毫米Auto（使用格洛克20彈匣）或.357 SIG（使用格洛克31彈匣）口徑版本。意大利民用市場可購買9×2毫米IMI口徑版本而使用標準的9×19毫米鲁格的格洛克17彈匣。 加拿大（以及美國一些州份）的民用市場版本只能使用10發彈匣而非全容量的彈匣。與軍警用衝鋒槍型號一樣，這型號可藉由更換下機匣，轉換其口徑和發射的彈藥。第二代“增強”型版本還可以使用折疊式M4卡賓槍伸縮式槍托適配器（而非標準型的折疊式槍托，預設裝有馬格普UBR槍托）和方形消聲器形槍管罩筒，而這些附件也可以單獨購入。

### Vector短槍管特種作戰型
Vector短槍管特種作戰型（SBR/SO）是另一種Vector系列的半自動型，配有139.7毫米（5.5英吋）的短槍管，幾乎與衝鋒槍型在各方面是相同的。而唯一的區別是在於發射模式：由于它不是一枝全自動射擊槍械，因此不會配備雙手靈活使用的改變發射模式的快慢機。該槍的標準配備則是中西部工業MBUIS翻轉折疊式後備機械瞄具（BUIS），13或10發格洛克21彈匣，纜線鎖和塑料外殼。當中“SBR”的意思是“短槍管步槍”（SBR=Short Barrel Rifle）；由於1934年全國槍械法（簡稱：NFA）的法規，SBR需要由三級經銷商轉讓，以及向美國煙酒槍械爆炸物管理局（BATFE）登記，然後才可以考慮讓購買者擁有。該型號具有一個增強版本，頂部建有全長度MIL-STD-1913戰術導軌以及M4卡賓槍風格的伸縮式槍托取代了原廠的槍托。
較新型的第二代版本配備了重新設計的握把和扳機，除了原來的黑色槍身以外，還可選用原廠Cerakote塗料的橄欖色（綠色）、黑色平坦（棕褐色）、高山（白色）或戰鬥灰色槍身，同時保險桿的擺動角度由120度降低至45度。第二代版本還取消了原來武器的槍管頂部可選用的SureFire戰術燈的開口，因為這都不再生產。第二代版本也能夠藉由更換下機匣而轉換為9×19毫米帕拉貝倫、.40 S&W（使用格洛克22彈匣）、10毫米Auto（使用格洛克20彈匣）或.357 SIG（使用格洛克31彈匣）口徑版本。意大利民用市場可購買9×2毫米IMI口徑版本而使用標準的9×19毫米的格洛克17彈匣。 加拿大（以及美國一些州份）的民用市場版本只能使用10發彈匣而非全容量的彈匣。與軍警用衝鋒槍型號一樣，這型號可藉由更換下機匣，轉換其口徑和發射的彈藥。第二代“增強”型版本還可以使用折疊式M4卡賓槍伸縮式槍托適配器（而非標準型的折疊式槍托，預設裝有馬格普UBR槍托）和方形消聲器形槍管罩筒，而這些附件也可以單獨購入。

### Vector特別任務手槍型
Vector特別任務手槍型是在它們目前生產的武器當中被美國菸酒槍炮及爆裂物管理局（BATFE）歸類手槍衍生型的武器平台。它被命名為Vector SDP，當中“SDP”的意思是特別任務手槍（SDP=Special Duty Pistol）或安全細節手槍（SDP=Security Detail Pistol）。它在實質與SBR是相同的，除了它裝上了一個不可拆除而且可以裝上槍背帶的防塵端蓋，取代原來的折疊式槍托或固定式槍托。這種設計在方法上是類似將AR-15和AK-47等長管槍械作手槍平台化，而當中裝上很短的槍管和將其緊湊化是必需要的事。該槍的標準配備則是中西部工業MBUIS翻轉折疊式後備機械瞄具（BUIS），13或10發格洛克21彈匣，纜線鎖和塑料外殼。但一般客戶並不會希望首先要支付$200全國槍械法印花税，然後還要等待4—6個月收到由它們發出的4張表格，接著他們才可以取得該槍的所有權。
較新型的第二代版本配備了重新設計的握把和扳機，除了原來的黑色槍身以外，還可選用原廠Cerakote塗料的橄欖色（綠色）、黑色平坦（棕褐色）、高山（白色）或戰鬥灰色槍身，同時保險桿的擺動角度由120度降低至45度。第二代版本還取消了原來武器的槍管頂部可選用的SureFire戰術燈的開口，因為這都不再生產。第二代版本也能夠藉由更換下機匣而轉換為9×19毫米帕拉貝倫、.40 S&W（使用格洛克22彈匣）、10毫米Auto（使用格洛克20彈匣）或.357 SIG（使用格洛克31彈匣）口徑版本。意大利民用市場可購買9×2毫米IMI口徑版本而使用標準的9×19毫米的格洛克17彈匣。 加拿大（以及美國一些州份）的民用市場版本只能使用10發彈匣而非全容量的彈匣。與軍警用衝鋒槍型號一樣，這型號可藉由更換下機匣，轉換其口徑和發射的彈藥。第二代“增強”型版本還可以使用折疊式M4卡賓槍伸縮式槍托適配器（而非標準型的折疊式槍托，預設裝有馬格普UBR槍托）和方形消聲器形槍管罩筒，而這些附件也可以單獨購入。

### Vector K10
Vector K10是TDI Vector衝鋒槍原定的更新型第二代版本，並且在2011年的SHOT Show之中宣布和展示槍械。這枝.45 ACP口徑武器與原槍一樣也是使用格洛克21的13發可拆卸式彈匣，而且它是利用與Super V相同機構的一枝稍微緊湊的姊妹武器。目前已知最大功能區別的改進就是原來的Vector的注塑塑料槍身和折疊式槍托都會被金属槍身和會縮折入槍身上機匣內部的伸縮式槍托所取代了。原廠商亦聲明，該槍將手動保險和快慢機都整合在握把上。拉機柄並由原來的水平式拉動改為向下拉動。

### 其他
另外，KRISS已經宣布，他們還計劃在未來利用該槍機操作系統並且發射更高威力的子弹。根據其官方網站，他們曾經計劃在今後研究各式可以Super V系統發射大威力子彈的槍械，包括名為MVS的12鉛徑散彈槍和一挺目前被稱為Disraptor的12.7×99毫米北約口徑（.50 BMG）重機槍，而後者更是與位於新泽西州皮卡汀尼軍械庫的美国陆军軍備研究、開發及工程中心（英語：Armaments Research, Development and Engineering Center，簡稱：ARDEC）合作，將會採用兩邊和水平版本的KRISS式槍機機構。但Disraptor卻因為他們的公司名稱變更而一直沒有所提到，而MVS更在2009年年底從TDI網站移除。
KRISS還正在研發一把稱為“KARD”的半自動手槍，這將會把利用一種Super V機構的衍生型密封在更小的槍機系統內，以解決在採用9×19毫米或.45 ACP這兩種口徑作為手槍發射的子彈的後座力和槍口上揚問題。“KARD”是一把沒有套筒往復運動的半自動手槍，其往復運動是在套筒座前方內部的小型化延遲反沖裝置進行，另外還會使用後方的一個Ｔ字型拉機柄。

## 使用國
- - 孟加拉國軍隊特種部隊單位
  - 達卡市警察廳特種武器和戰術部隊（英语：SWAT (Bangladesh)）
- 哥伦比亚
  - 哥倫比亞陸軍（英语：Colombian Army）城市反恐特種部隊群（英语：Agrupación de Fuerzas Especiales Antiterroristas Urbanas）
- 印度尼西亞
  - 印尼陸軍特種部隊司令部（英语：Kopassus）
- 巴拿马
- 菲律賓
  - 菲律賓國家警察[34]（2014年，一部份卻從菲律賓槍械和爆炸物管理局中被盜走）[34]
- 泰國
  - 泰國皇家陸軍
  - 泰國皇家警察[35][36]

## 流行文化
KRISS Vector同時出現在电影、多個電視劇、电子游戏和动画裡，例如：

### 电影
- 2011年—《青蜂俠》
- 2012年—：型號為Vector衝鋒槍無槍托型，由艾莉絲（Alice，飾演）所使用，會單手握持或雙持，沒有前握把和槍托。
- 2012年—《攔截記憶碼》：型號為Vector衝鋒槍型，裝上戰術燈、前握把和EOTECH全息瞄準鏡並且由不列顛聯邦警察部隊和特警隊、主角道格·奎德（Douglas "Doug" Quaid，飾演）、蘿莉（Lori，飾演）和梅琳娜（Melina，飾演）所使用。
- 2014年—《2014》：型號為Vector衝鋒槍型，由犯罪分子所使用。
- 2014年—：型號為Vector衝鋒槍型，由「老爹」的行刑隊黨羽所使用，其中兩枝分別被麗絲（Liz，凱莉·桑切斯飾演）和夏恩（Shane，賽奇·吉爾佛飾演）所奪取。
- 2015年—《3》：型號為Vector衝鋒槍型，由奧列格的心腹所使用。
- 2015年—：以Vector衝鋒槍為藍本，修改外觀以後變為「步槍」，由碧翠絲·「翠絲」·普里爾（Beatrice "Tris" Prior，莎蓮·活莉飾演）所使用。
- 2015年—：型號為Vector衝鋒槍型，使用短彈匣供彈，由雷尼格（Reiniger，彼得·法蘭森飾演）為首的多名打手所使用。
- 2016年—：型號為Vector衝鋒槍型，由教堂內的NFFA守衛所使用。
- 2018年—《红海行动》：型号为Vector冲锋枪型，由绿谷能源公司的保安人员所使用。
- 2018年—《摩天大樓》：由寇瑞斯·波薩的手下所使用。

### 電視劇
- 2007年—《新时代武器》：3月17日第2季第10集（播出順序為第16集）室內近身作戰之中登場。
- 2007年—《終極武器》
- 2008年—：第4季第92集（播出順序為第421集）“人質”（Hostage）之中登場。
- 2010年—《尼基塔》
- 2019年—：以KRISS Vector衝鋒槍為原型，裝上瞄準鏡，命名為「Tridenta（トリデンタ）」，在劇中被設定為肉身難以使用的大口徑、高威力子彈的衝鋒槍，由變身為決鬥襲擊者（Battle Raider）的A.I.M.S.成員所使用。

### 電子遊戲
- 2004年—《特種部隊Online》：目前推出的樂透武器版本：
  - 海神波賽頓KRISS SUPER V（2013年3月推出）
  - 古代機械KRISS
- 2007年—：型號為Vector衝鋒槍型，使用黑色上機匣至槍托及前握把和卡其色握把至下機匣，並裝上了寬型前握把和槍管頂部戰術燈（後者無法使用）。使用13發彈匣供彈卻奇怪地可裝填30發子彈，並可加裝消音器。港台地區於2010年6月8日推出單槍版，命名為「霹靂戰警」；中国大陆地區於2010年6月16日推出單槍版，命名為「致命蝎刺」；在各地版本均已開放使用，但泰國版因結束營運的關係而不會在這兩個版本開放使用。另外亦有兩種改進版：
  - Dual Vector Super V：雙持槍械版，載彈量50發（奇怪地兩枝槍的供彈具仍然為13發彈匣），同樣裝上了寬型前握把和槍管頂部戰術燈（兩者均無法使用），不可加裝消音器。港台地區於2010年10月12日推出雙槍版，命名為「霹靂悍將」；中国大陆地區於2010年10月13日推出雙槍版，命名為「致命双刺」。
  - Dual Kriss Custom：為Dual Vector Super V的英雄版本，載彈量70發，使用深青、紅、黑、白槍身，裝上了全息瞄準鏡、管式槍管隔熱罩、寬型前握把和槍管頂部戰術燈（後兩者均無法使用），按滑鼠右鍵為B模式：1倍放大倍率，奇怪地可在雙持下使用瞄準鏡來瞄準和發射7.62×51毫米北约口徑制式步枪子彈。港台地區於2015年6月30日推出，命名為「終極悍將」；中國大陸地區已於2015年7月1日推出，命名為「英雄双刺」。
  - VULCANUS-3：最早於韓國版2016年4月21日時推出，為Vector Super V其中一種反殭屍用改進型，使用白色、藍色和橙色槍身，以45發彈匣供彈；機匣頂部具有Vulcanus裝置，亦裝上了管式槍口制退器、寬型前握把和槍管頂部戰術燈（後者無法使用）；一般射擊每9發時，Vulcanus裝置將會從收納處展開追加槍管（發射雷射），總共可追加4根槍管（增為5個槍口），傷害也會隨之增加，直到一定時間沒有射擊以後回到基本狀態。港台地區於2016年4月26日推出，命名為「詭影殺手」；中國大陸地區已於2016年4月27日推出，命名為「逆天行」。
- 2007年—《穿越火线》：型號為Vector衝鋒槍型，加装全息瞄准镜（不可使用），使用13发弹匣供弹但奇怪的可以装填35发弹药。海外服务器的默认版本使用卡其色涂装，命名为“MK5”，中国服务器的默认版本使用印有Razer的LOGO的绿色涂装，命名为“雷蛇冲锋枪”，并有多种改型。
- 2008年—《戰地之王》：型號為Vector衝鋒槍型。
- 2009年—《殺戮空間》：2011年12月8日「第二次扭曲聖誕節活動」推出，命名為「捷思銳切刀醫療槍」，25發彈匣。
- 2009年—及重製版：型號為Vector衝鋒槍型，命名為「Vector」，使用卡其色及黑色槍身，以30發彈匣（聯機模式時可使用改裝：延長彈匣增至45發）供彈，最高攜彈量為360發（戰役模式）和180發（聯機模式）。戰役模式之中由141特遣隊、俄羅斯極端民族主義黨武裝力量和暗影連所使用，聯機模式時於等級12解鎖，並可以使用射速增加、雙持、紅點鏡、EOTECH全息瞄準鏡、消音器、ACOG光學瞄準鏡、熱能探測式瞄具、全金屬披甲彈（英语：Full metal jacket bullet）、延長彈匣。
- 2010年—《风暴战区》：型號為Vector衝鋒槍型，命名為「KRISS Super V冲锋枪」。
- 2011年—：遊戲中唯一的衝鋒槍，型號為Vector衝鋒槍型，命名為「Super V SMG」，以26發彈匣供彈。
- 2012年—《战争前线》：型号为Vector冲锋枪型，拥有折叠枪托以及CTR伸缩枪托版本，均为工程兵专用武器：
  - 折叠枪托版本命名为“Kriss Super V”，卡其色枪身，使用30发弹匣供彈，专家解锁，可以改装枪口配件（通用消音器、冲锋枪消音器、冲锋枪制退器、冲锋枪刺刀）、战术导轨配件（通用握把、冲锋枪握把、冲锋枪握把架）以及瞄准镜（EOTECH 553全息瞄准镜、绿点全息瞄准镜、红点瞄准镜、冲锋枪普通瞄准镜、冲锋枪高级瞄准镜、冲锋枪专家瞄准镜）；拥有皇冠币专属涂装与都市迷彩涂装两种改装版本，强化威力、射程以及载弹。
    - 在某次更新后，欧美与俄罗斯服务器的該枪已经可以安装冲锋枪刺刀，但由于中国大陆服务器已长达数月未更新，因此仍然无法加装刺刀。
    - 皇冠版本可以通过皇冠币购买，都市迷彩版本可以通过抽奖或者活动获得，而这两把枪均可以安装刺刀。
      - 有趣的是，这两个版本的Vector在加装冲锋枪刺刀后的近战攻击速度极快，攻击间隔为0。换言之，玩家近战键能按多快，它们的近战攻击速度就有多快。

  - CTR伸缩枪托版本命名为“Kriss Super V Custom”，铁灰色枪身，使用33发弹匣供彈。为活动专属武器，可以改装枪口配件（鱼鹰消音器、冲锋枪制退器、冲锋枪刺刀）、战术导轨配件（Vector战术握把、冲锋枪握把架）以及瞄准镜（机械瞄具、EOTECH 553全息瞄准镜、绿点全息瞄准镜、红点瞄准镜、冲锋枪普通瞄准镜、冲锋枪专家瞄准镜、RAMBO SP-6反射式瞄准镜、Redring MK2反射型瞄准镜），默认安装Redring MK2反射型瞄准镜。拥有K.I.W.I.行动涂装版本，除涂装外无性能差异。
- 2012年—：型號為Vector衝鋒槍型，命名為「Vector」，以28發彈匣供彈，可以使用紅點鏡、紅點鏡用望遠鏡和消聲器。
- 2012年—：型號為Vector衝鋒槍型，命名為「Vector K10」，使用卡其色及黑色槍身，以36發彈匣（聯機模式時可使用改裝：延長彈匣增至48發）供彈，初始攜彈量為216發（戰役模式）和108發（聯機模式），最高攜彈量為468發（戰役模式）和288發（聯機模式）。戰役模式中由“核心之日”屬下的僱傭兵（Mercs）和也門民兵所使用，亦可在通关任务“阿基里斯的面纱”（Achilles' Veil）后解锁并由玩家角色所使用；聯機模式時於等級16解鎖，並可以使用反射式瞄準鏡、激光瞄準器、消音器、快速重裝彈匣、EOTECH全息瞄準鏡、前握把、快速抽出握把、全金屬披甲彈（英语：Full metal jacket bullet）、長槍管、目標搜索器、可調節槍托、延長彈匣、擊發調變（兩發點放）、射速增加、毫米波掃描器。
- 2012年—：型號為Vector衝鋒槍型，命名為「Vector .45 ACP」，以30發彈匣供彈，並裝上了寬型前握把和槍管頂部戰術燈（後者無法使用）；解鎖衍生型為「碎紙機」，同樣裝上了寬型前握把和槍管頂部戰術燈（後者無法使用），可加裝消聲器、延長彈匣和管狀反射式瞄準鏡以及增強精度和傷害。
- 2013年—：型號為Vector K10型，奇怪地具備MP5風格弧形彈匣和MP7風格槍管和前端。
- 2013年—《縱橫諜海：黑名單》：命名為“Vector .45ACP”，以13發彈匣（可使用改裝：延長彈匣增至30發）供彈。
- 2013年—：命名為「害蟲SBR」，以30發彈匣供彈，由BLUFOR所使用。
- 2013年—：型號為Vector衝鋒槍型，命名為「Vector CRB」，使用黑色槍身，造型上裝有不可使用的戰術燈和MagPul AFG直角前握把，以30發（戰役模式及滅絕模式）和32發（聯機模式，可使用改裝：延長彈匣增至48發）彈匣供彈，初始攜彈量為180發（戰役模式）、64發（聯機模式）和120發（滅絕模式），最高攜彈量為210發（戰役模式）、192發（聯機模式）和300發（滅絕模式）。戰役模式之中由美國精銳部隊「魅影」（Ghosts）和敵軍「聯邦」（Federation）雙方所使用；聯機模式時可以使用紅點鏡、ACOG光學瞄準鏡、全息瞄準鏡、可變倍率反射式瞄準鏡、熱能探測混合式瞄準鏡、追踪器瞄準鏡、消焰器、消音器、制退器、前握把、延長彈匣、穿甲彈、射速增加；滅絕模式時以1,500點取得。
- 2013年—：命名為「Kross Vertex」，使用啞黑色槍身，以30發彈匣供彈。
- 2013年—：最早於韓國版2013年12月12日時推出。型號為Vector衝鋒槍型，在遊戲中使用啞黑色槍身、發射.45 ACP手槍子彈、以25發容量彈匣供彈，並裝上了寬型前握把和槍管頂部戰術燈（後者無法使用），命名為「TDI Kriss Super Vector」。中國大陸版於2015年3月25日時推出。
- 2014年—《看門狗》：命名為“Vector .45ACP”，以20發彈匣供彈，最高攜彈量為240發，價格為$20,000，可由主角艾登·皮爾斯（Aiden Pearce，由諾姆·詹金斯配音）所使用，奇怪地只有準星。另有加裝滅音器的特戰（Spec Ops）版本。
- 2014年—：只在聯機模式中出現，以Vector K10為藍本，命名為「SAC3」，使用白色和黑色槍身，以32發（聯機模式可使用改裝：延長彈匣增至48發）彈匣供彈，初始攜彈量為64發（聯機模式），最高攜彈量為192發（聯機模式），預設使用雙持，並可以使用雷射瞄準器、追踪器、先進膛線、延長彈匣、射速增加、消音器、抛物线麦克风等可選改裝。
- 2014年—《合約戰爭》：命名為“Kriss Vector SMG V”。
- 2014年—：型號為Vector衝鋒槍型，命名為「Vector .45 ACP」，以30發彈匣供彈，並裝上了寬型前握把和槍管頂部戰術燈（後者無法使用）；解鎖衍生型為「碎紙機」，同樣裝上了寬型前握把和槍管頂部戰術燈（後者無法使用），可加裝消聲器、延長彈匣和管狀反射式瞄準鏡以及增強精度和傷害。
- 2015年—：型號為Vector K10型，命名為「K10」，歸類為衝鋒槍，使用黑色槍身，發射.45 ACP子彈，載彈量25+1發，最高攜彈量為56+28發，能夠由執法機關機械師（Mechanic）所使用（罪犯解鎖條件為：以任何陣營進行遊戲使用該槍擊殺1,250名敵人後購買武器執照），價格為$33,800。可加裝各種瞄準鏡（反射、眼鏡蛇、全息瞄準鏡（放大1倍）、PKA-S（放大1倍）、Micro T1、SRS 02、Comp M4S、M145（放大3.4倍）、PO（放大3.5倍） 、ACOG（放大4倍）、PSO-1（放大4倍）、IRNV（放大1倍）、FLIR（放大2倍））、附加配件（傾斜式機械瞄具、傾斜式紅點鏡、電筒、戰術燈、激光瞄準器）及槍口零件（制退器、補償器、重槍管、抑制器、消焰器）。單人模式當中則能夠由主角尼古拉斯·門多薩所使用。
- 2015年—《小兵步槍》：型號為Vector衝鋒槍型，命名為「KRISS Vector」，裝有全息瞄準鏡、寬型前握把、消音器，供彈為25發「MagEx 25+」延長型可拆卸式彈匣。
- 2016年—《殺戮空間2》：型號為Vector衝鋒槍型，命名為「KRISS SMG」，裝有紅點鏡。
- 2016年—《湯姆克蘭西：全境封鎖》：型號為Vector SDP型，命名為「Vector」，以20發彈匣供彈；衍生型為“Vector 45 ACP”、“Tactical Vector 45 ACP”和“First Wave Vector 45 ACP”。
- 2016年—：型号为Vector冲锋枪型，下机匣底部修改为倾斜方向，奇怪地命名为“KA-5突击步枪”，由K-sec执法者所使用。
- 2016年—：型号为Vector冲锋枪型以及Vector CRB；
  - Vector冲锋枪型命名為「Vector .45 ACP」，于第二年追加下载内容“丝绒壳行动”中登场，由防守方西班牙反恐特別行動小組幹員Mira所使用。2019年在余烬重燃行动中登场的防守方干员GOYO亦使用了VECTOR .45ACP冲锋枪[37]。
  - Vector CRB命名为「V308」，于第三年追加下载内容“奇美拉行动”中登场，由进攻方GIGN化生放核危机应变小组干员Lion所使用，修改为使用7.62×51mm NATO弹药，以虛構的50发弹鼓供彈并归类为突击步枪。
- 2016年—《少女前線》：為五星人形衝鋒槍，透過工廠製造獲得，立繪上、下槍身配色為卡其色，上槍身黑色，並且配置黑色EOTECH全息瞄準鏡。
- 2017年—《逃離塔科夫》：具9×19毫米及.45 ACP兩種口徑。
- 2017年—《絕地求生》：型號為Vector衝鋒槍型，以19發彈匣供彈，可自行改造彈匣，最高載彈量為33發。另可加裝握把、瞄準鏡、枪口零件和战术枪托。
- 2018年—《5》：型號為Vector衝鋒槍型，使用卡其色槍身，命名為「Vector .45 ACP」。
- 2018年—《无限法则》
- 2018年—《叛亂：沙漠風暴》
- 2018年—《surviv.io》有9MM和.45ACP兩種版本，前者裝彈33發無前握把卡賓型，後者裝彈25發有前握把加折疊式槍托
- 2019年—：裝有自製的紅點鏡。
- 2019年—《明日方舟》：型号为Vector冲锋枪型，由狙击干员“能天使”所使用。立绘上、下枪身配色为沙色，上枪身黑色，並且配置黑色EOTECH全息瞄準鏡以及垂直前握把。
- 2019年—：第四季新增武器，命名為“Fennec”，黑色塗裝，外觀與真槍稍有不同。預設以25發彈匣供彈，可作定製改裝。
- 2021年—《戰地風雲2042》：外觀以民用型為原型，命名為“K30”。
- 2022年—《決勝時刻：現代戰爭II 2022》：命名為“Fennec”。
- 2024年—《浩劫殺陣2：車諾比之心》：命名為「Intergral-A」，9×19毫米帕拉貝倫口徑，預設以20發彈匣供彈。

### 動畫
- 2010年—《Angel Beats!》：由仲村百合（なかむらゆり，聲優：櫻井浩美）所使用。
- 2013年—《鲁邦三世VS名侦探柯南 THE MOVIE》：由峰不二子（なかむらゆり，聲優：澤城美雪）所使用，雙持時由右手使用（左手則持有烏茲衝鋒槍）。
- 2015年—《絕命制裁X》：裝上了寬型前握把，由NEOTV新大樓劫持人質事件主犯Wild Hunt／賽蓮（サイレン，聲優：藏合紗惠子）所使用。
- 2022年—《Lycoris Recoil 莉可麗絲》：安装有垂直握把和Silencerco Osprey型消音器，在第十集中由彼岸花干员所使用。

## 資料來源
1. ↑  . KRISS USA.   [30 November 2012]. （原始内容存档于2013年1月20日）.
2. ↑  . KRISS USA.   [30 November 2012]. （原始内容存档于2013年1月20日）.
3. ↑  . KRISS USA.   [25 March 2014]. （原始内容存档于2014年3月25日）.
4. ↑  異說為
5. ↑  . KRISS USA.   [30 November 2012]. （原始内容存档于2013年1月20日）.
6. ↑  . KRISS USA.   [25 March 2014]. （原始内容存档于2015-11-14）.
7. ↑  異說為「保鏢手槍」
8. ↑  . KRISS USA.   [30 November 2012]. （原始内容存档于2013年1月20日）.
9. ↑  .   [2019-10-17]. （原始内容存档于2014-10-14）.
10. ↑  .   [2017-05-07]. （原始内容存档于2019-06-17）.
11. ↑  .   [2012-11-30]. （原始内容存档于2013-01-20）.
12. ↑  . KRISS USA.   [14 February 2013]. （原始内容存档于2013年1月20日）.
13. ↑  Magpul.com—PMAG 17 GL9 （页面存档备份，存于）, PMAG 21 GL9 （页面存档备份，存于） and PMAG 27 GL9 （页面存档备份，存于）
14. 1 2  . KRISS USA.   [30 November 2012]. （原始内容存档于2013年4月3日）.
15. ↑  KRISS Vector SMG product page .   [2012-11-30]. （原始内容存档于2013-01-20）.
16. ↑  . KRISS Arms.   [30 November 2012]. （原始内容存档于2013年1月20日）.
17. ↑  . modernfirearms.net.   [2017-06-07]. （原始内容存档于2017-10-21） （英语）.
18. ↑  Crane, David. . Featured, Personal Defense Weapons, Special Operations, Submachine Guns. DefenseReview.com. 4 February 2011  [2011-06-30]. （原始内容存档于2021-01-30）.
19. ↑  . www.imfdb.org.   [2017-06-12]. （原始内容存档于2021-01-30） （英语）.
20. ↑  .   [2010-07-01]. （原始内容存档于2010-04-17）.
21. 1 2  .   [2012-12-01]. （原始内容存档于2012-10-10）.
22. ↑  新时代武器2007年3月17日第2季第10集（播出順序為第16集）：“室內近戰”
23. ↑   (PDF).   [2010-07-01]. （原始内容 (PDF)存档于2014-02-01）.
24. ↑  .   [2010-07-01]. （原始内容存档于2011-07-13）.
25. ↑  .   [2018-03-18]. （原始内容存档于2017-04-08）.
26. ↑  . Tactical-Life.com.   [18 December 2015]. （原始内容存档于2017-07-08）.
27. ↑  KRISS Super V in .40 S&W[永久]
28. ↑  TDI press release January 7, 2008 http://www.kriss-tdi.com/content/view/39/14/ Archive.today的存檔，存档日期2012-06-30
29. 1 2 3  . Outdoorhub.   [18 December 2015]. （原始内容存档于2020-10-21）.
30. ↑  .   [2011-06-30]. （原始内容存档于2021-01-30）.
31. ↑  .   [2012-11-30]. （原始内容存档于2013-01-20）.
32. ↑  .   [2012-02-17]. （原始内容存档于2020-12-17）.
33. ↑  .   [2012-10-13]. （原始内容存档于2020-09-24）.
34. 1 2  .   [2015-10-02]. （原始内容存档于2017-12-29）.
35. ↑  .   [2019-01-17]. （原始内容存档于2018-07-09）.
36. ↑  .   [2019-01-17]. （原始内容存档于2018-08-13）.
37. ↑  Goyo. . https://www.ubisoft.com.cn/r6/operators/goyo. Ubisoft.   [2019-10-23]. （原始内容存档于2019-10-23）. 外部链接存在于|website= (帮助)

## 外部連結
- Modern Firearms （页面存档备份，存于）
- US design patent